# Hoyalas
Hoyalas (Huyala̱s), pleme Koskimo Indijanaca, šire grupe Kwakiutl, s Quatsino Sounda, koji su do svoga nestanka sredinom 1700.-tih godina, živjeli na Holberg, Rupert i Neroutsos Inletu, te rijekama i drugim pritokama koji se slijevaju u njih, i na jezerima Alice i Victoria na otoku Vancouver u Kanadi. Njihovo ime anglizam je domorodačkog naziva  'xwúyales' , sa značenjem 'people of Hodzas (mjestu lociranom na Rupert Armu).' Prema Hodgeu njihovo ime znači the troubled ones
Do kasnog 18. stoljeća izgleda da su ih uništili Koskimo Indijanci. O nestanku plemena se nagađa, pa Curtis (1915:10:306) smatra da su stradali od epidemija, dok drugi izvori (Dawson 1888:70; Boas 1897:332; Duff [1965] :64; Hodge) drže da su ih uništili Koskimo Indijanci i zauzeli njihovo područje.

## Vanjske poveznice
- Kwakiutl Indian Tribe History